# Lijst van lokale omroepen in Limburg (België)
| Gemeente             | Organisatie                                                                                        | Naam                | Opgeheven |
| -------------------- | -------------------------------------------------------------------------------------------------- | ------------------- | --------- |
| Beringen             | VZW Regionale Informatie OverdrachtsOrganisatie Limburg                                            | Benelux             | -         |
| Bilzen               | VZW BOO (Bilzerse Omroep Organisatie)                                                              | BOO                 |           |
| Borgloon             | VZW Vrije Zender Radio 2000                                                                        | Trudo Fm            | -         |
| Bree                 | VZW Radio ATL/FM Promotion/België Nederland Media Groep                                            | Grensland           | -         |
| Bree                 | VZW Stadsradio Bree                                                                                | Stadsradio Bree     | -         |
| Diepenbeek           | VZW Radio VRD                                                                                      | PXL radio           | -         |
| Genk                 | VZW Gelora                                                                                         | R.M.L.              | -         |
| Genk                 | VZW Toxic FM                                                                                       | Radio Maria Genk    | -         |
| Genk                 | VZW Radio Internazionale 101                                                                       | Internazionale      | -         |
| Genk                 | VZW Genker Radio Kontakt                                                                           | G.R.K.              | -         |
| Halen                | VZW Fanclub Radio Loksbergen voor Organisatie van Regionale Culturele Informatie (ORCI Loksbergen) | Animo               | -         |
| Ham                  | VZW Radio Ham                                                                                      | Ham                 | -         |
| Ham                  | VZW West Point                                                                                     | Martinique          | -         |
| Hasselt              | VZW Radio Radio                                                                                    | Hasselt             | -         |
| Hasselt              | VZW Radio Systeem                                                                                  | FamilyRadio Hasselt | -         |
| Hasselt              | VZW Victoria                                                                                       | Hit FM              | -         |
| Hasselt              | VZW Limburgia FM                                                                                   | Radio Maria Hasselt | -         |
| Hasselt              | VZW Lokale Radio Mid West Limburg                                                                  | Hasselt 1           | -         |
| Hechtel-Eksel        | VZW FM Goud                                                                                        | FM Goud             | -         |
| Hoeselt              | VZW Radio Sport                                                                                    | Sport               | -         |
| Houthalen-Helchteren | VZW Radio Azzura                                                                                   | Blitz               | -         |
| Kinrooi              | VZW Radio Royaal Regionaal                                                                         | Royaal              | -         |
| Kinrooi              | VZW Radio Monza                                                                                    | Monza               | -         |
| Kortessem            | VZW Radio Telstar                                                                                  | Ariane              | -         |
| Lanaken              | VZW Maasvallei Radio                                                                               | Maasvallei          | -         |
| Lanaken              | VZW Culturele Radio Maaskant                                                                       | CRM                 | -         |
| Lommel               | VZW Radio 2000                                                                                     | S.O.L.              | -         |
| Lummen               | VZW Organisatie Voor Regionale en Culturele Informatie                                             | Lorali              | -         |
| Maasmechelen         | VZW Scomiro                                                                                        | Maaskant            | -         |
| Maaseik              | VZW Radio Veronika Anders                                                                          | Grafiek Maaseik     | -         |
| Maaseik              | VZW Lokale Radio Maaseik                                                                           | L.R.M.              | -         |
| Meeuwen-Gruitrode    | VZW FM 106                                                                                         | FM 106              | -         |
| Peer                 | VZW Vrije Lokale Radiozender Groot-Peer Holiday                                                    | Holiday             | -         |
| Sint-Truiden         | VZW Radio Aktief                                                                                   | Trudo Fm            | -         |